# The Citadel (filme)
The Citadel é um filme de drama britânico de 1938 baseado no romance homônimo de A. J. Cronin. O filme é estrelado por Robert Donat e Rosalind Russell e dirigido por King Vidor.